# مارکو چیماتی
مارکو چیماتی (ایتالیایی: Marco Cimatti؛ 13 February 191? – ۲۱ مهٔ ۱۹۸۲) دوچرخه‌سوار اهل ایتالیا بود.
وی در مسابقات کشوری و بین‌المللی در مجموع برندهٔ ۱ مدال طلا شده‌است.